# Photinus pyralis
Photinus pyralis är en skalbaggsart som först beskrevs av Carl von Linné 1767.  Photinus pyralis ingår i släktet Photinus och familjen lysmaskar. Inga underarter finns listade i Catalogue of Life.

## Bildgalleri

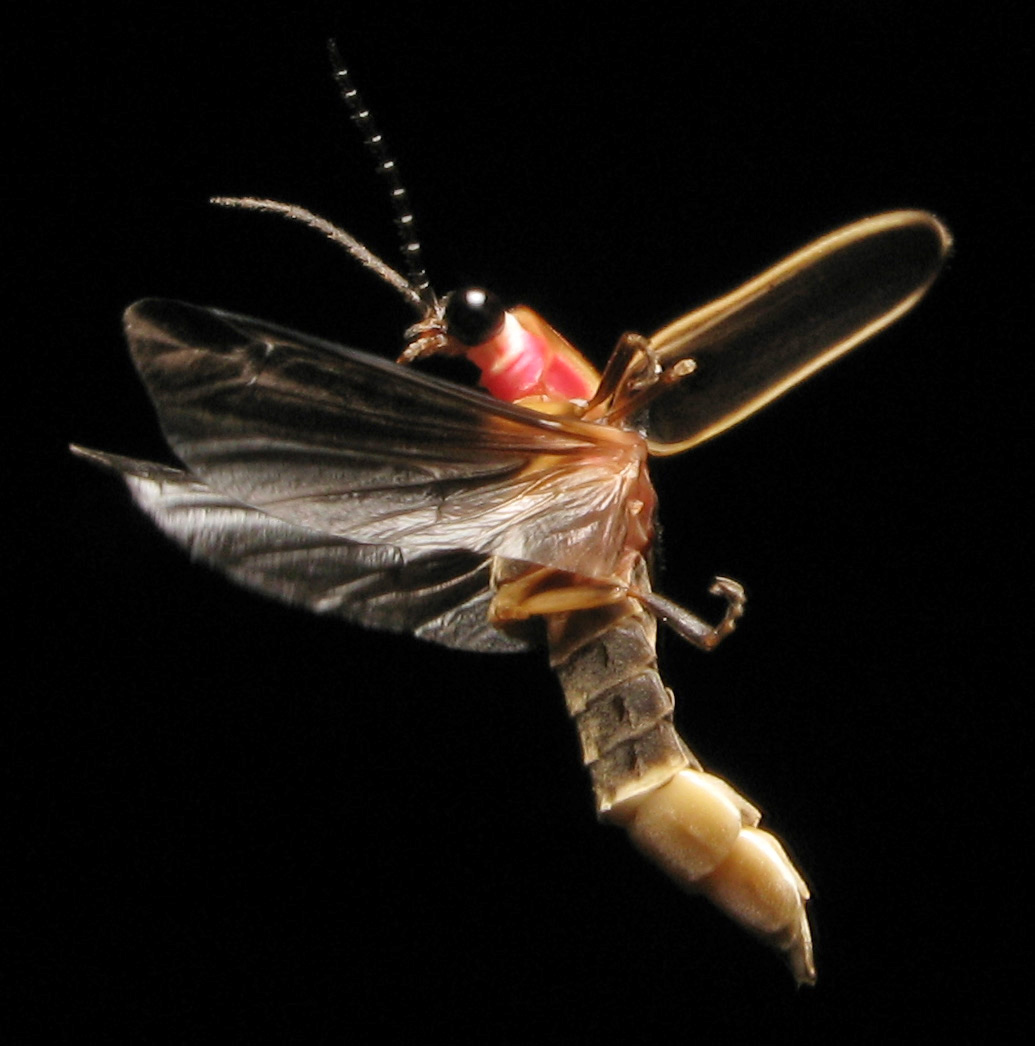
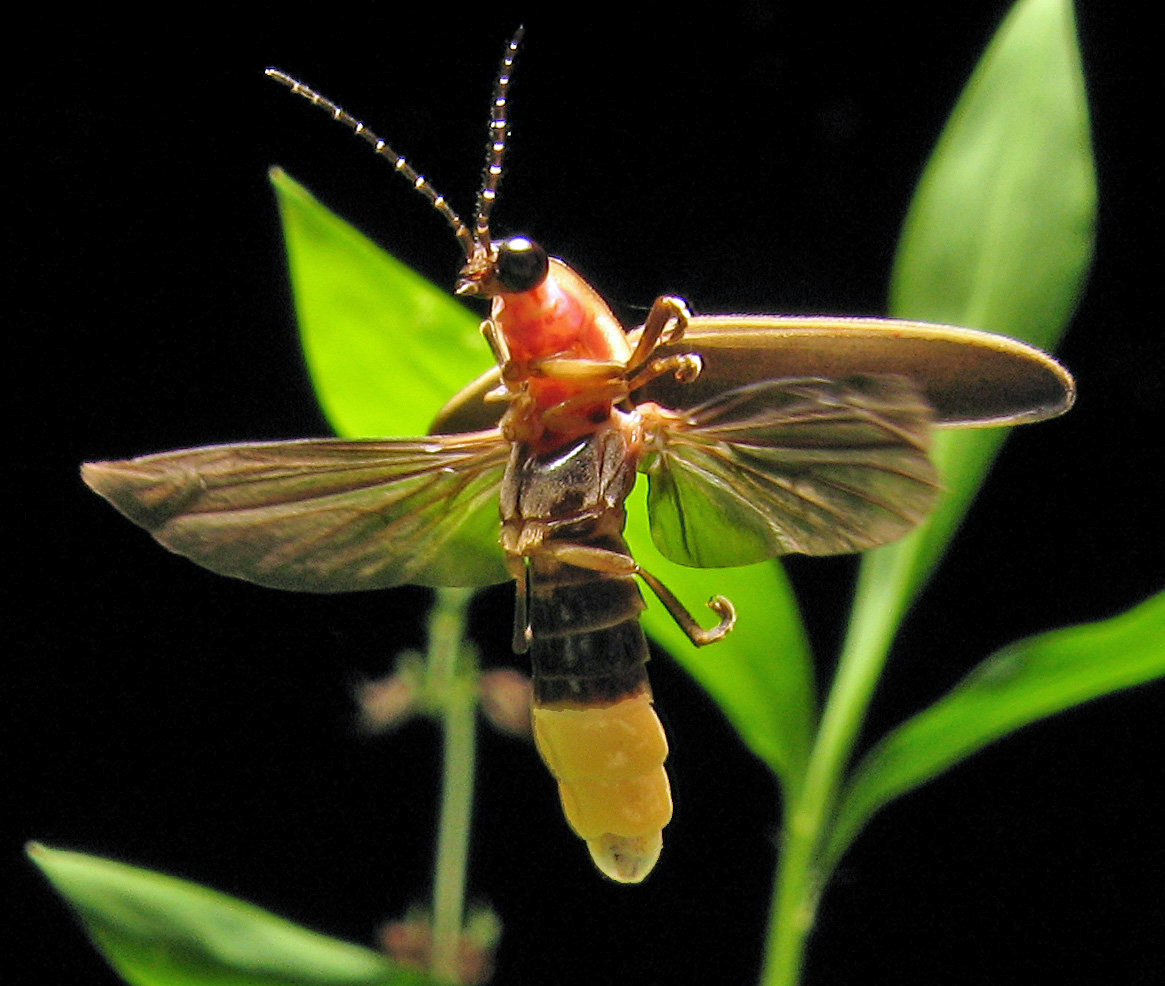
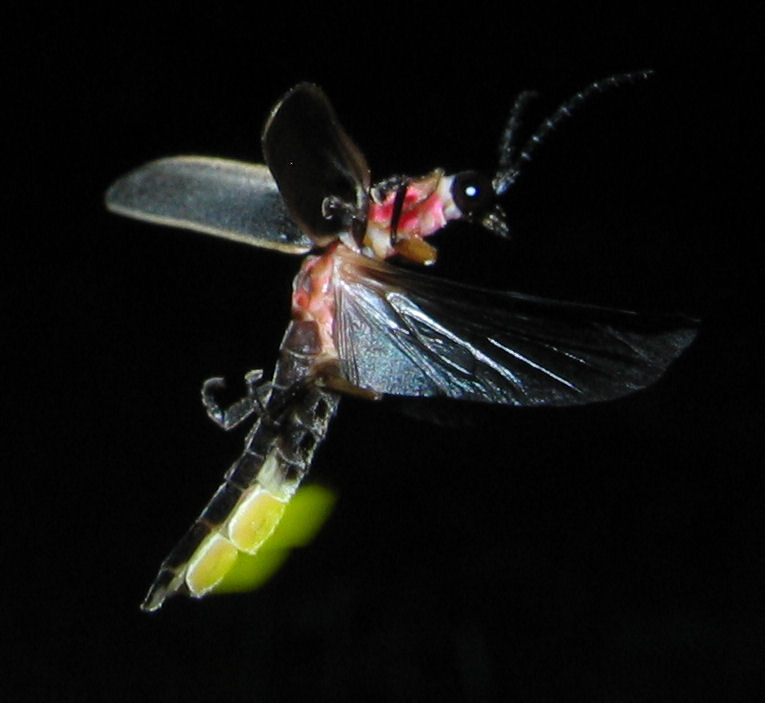
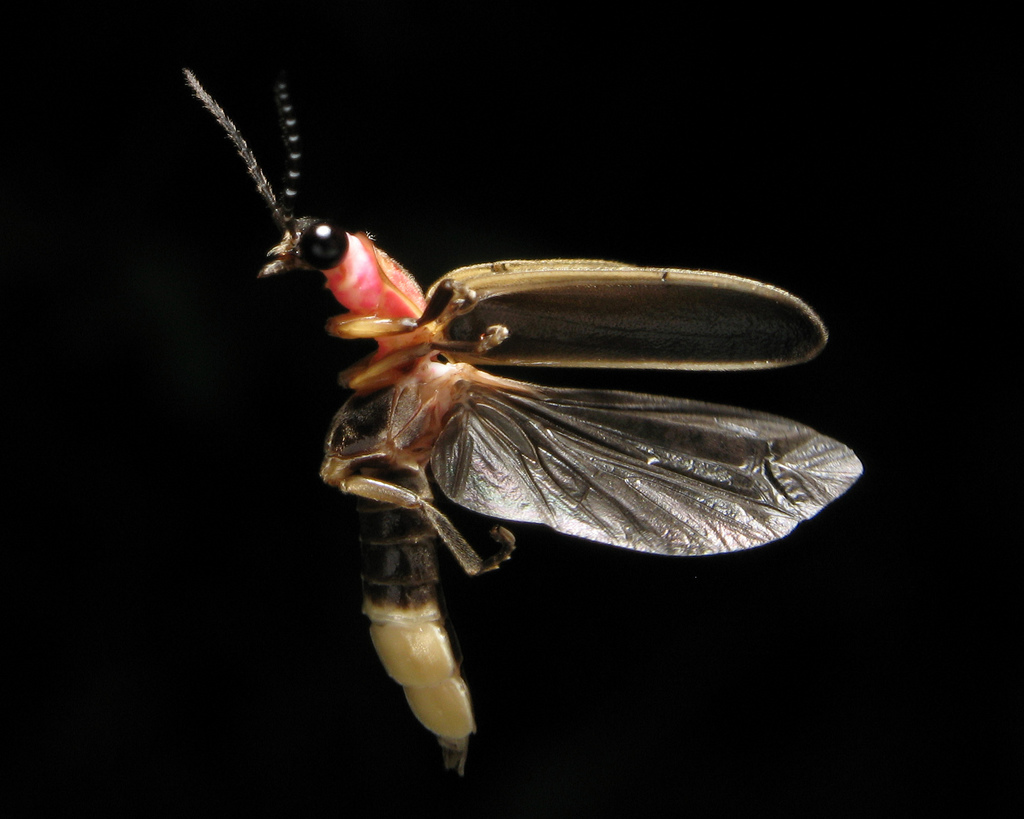